# Bardonen
Die Bardonen waren ein sächsisches Adelsgeschlecht, dessen Angehörige von etwa 850 bis 1050 nachweisbar sind. Das mit den Liudolfingern und den Billungern konkurrierende Geschlecht konnte anders als diese keine überragende Herrschaftsstellung aufbauen.
Die Bardonen verfügten über Besitzungen mit Schwerpunkt in dem wohl nach ihnen benannten Bardengau beidseits der Ilmenau sowie über weitere Ländereien im Marstemgau, Gudingau und Loingau. Erstmals im Jahr 842 wird ein Graf Bardo fassbar, den Ludwig der Deutsche von Worms aus nach Sachsen entsandte, um die sächsischen Großen in der Auseinandersetzung der Söhne Ludwig des Frommen für die Seite Ludwig des Deutschen zu gewinnen. Um das Jahr 850 übertrug dieser Graf Bardo 18 Hofstellen im Bardengau für das Seelenheil des verstorbenen Liudulf, Bruder des Grafen Cobbo, an das Kloster Corvey. Wahrscheinlich war Liudolf mit einer Schwester Bardos verheiratet. Diskutiert wird Roswitha von Liesborn, die erste Äbtissin des Klosters Liesborn. Als Stifter dieses Klosters sind die Brüder Bardo und Boso überliefert.
Von einer dauerhaften Schwächung des Geschlechtes berichten zum Jahr 880 die Annales Fuldenses. Danach fielen in der Normannenschlacht des Jahres 880 „Bardonem, alterum Bardonem et tertium Bardonem“, alles Söhne des bereits im Jahr 856 im Kampf gegen die Elbslawen gefallenen Grafen Bardo. Im 10. Jahrhundert wird das Geschlecht weiter südlich fassbar, wenn Ardred, die Mutter des Bardo, zwischen 919 und 936 das zu ihrem Erbgut gehörende Soltau („curtis salta“) auf den in einer Auseinandersetzung mit den Bardonen siegreichen Heinrich I. (Ostfrankenreich) überträgt. Weiterer Besitz der Bardonen wird in der Zeit zwischen 984 und 1001 durch Stiftungen an das Kloster Corvey erkennbar. Dazu gehörten Tellmer und Beverbeck in der Nähe Lüneburgs, aber auch Besitzungen in der Nähe von Braunschweig und Osnabrück.